# Lee Chung-yong
Đây là một tên người Triều Tiên, họ là Lee.
Lee Chung-yong (Hangul: 이청용; phát âm Hàn Quốc: [i.tɕʰʌŋ.joŋ]; Hán-Việt: Lý Chính Vĩnh; sinh ngày 2 tháng 7 năm 1988) là một cầu thủ bóng đá người Hàn Quốc hiện đang chơi cho câu lạc bộ Ulsan Hyundai FC tại K League 1 và đội tuyển quốc gia Hàn Quốc ở vị trí tiền vệ cánh.
Anh có biệt danh là "Blue Dragon", một bản dịch nghĩa đen của tên anh "Chung-yong", có nguồn gốc từ Hanja, 청용 (靑 龍). Anh tham gia vào mùa giải 2004 và kể từ khi ra mắt ở tuổi 18 ở câu lạc bộ phía nam Hàn Quốc: FC Seoul trong mùa giải 2006 của K League, Lee đã thu hút nhiều sự chú ý từ các fan hâm mộ bóng đá trong nước của Hàn Quốc nói chung, đặc biệt là vì tại Hàn Quốc, nơi những người chơi mới chủ yếu làm lối vào các câu lạc bộ chuyên nghiệp thông qua một hệ thống dự thảo, bỏ qua quá trình trưởng thành từ các lò đào tạo trẻ để ký hợp đồng với các câu lạc bộ bóng đá hàng đầu là một trường hợp rất hiếm gặp.
Vào tháng 1 năm 2009, The Times đã đặt tên Lee là một trong 50 ngôi sao đang nổi lên hàng đầu trong làng bóng đá thế giới.

## Thống kê thành tích

### Câu lạc bộ
Tính đến 16 tháng 8 năm 2019
| Câu lạc bộ          | Mùa giải            | Giải đấu | Giải đấu | FA Cup | FA Cup | League Cup | League Cup | Châu lục | Châu lục | Tổng cộng | Tổng cộng |
| Câu lạc bộ          | Mùa giải            | Trận     | Bàn      | Trận   | Bàn    | Trận       | Bàn        | Trận     | Bàn      | Trận      | Bàn       |
| ------------------- | ------------------- | -------- | -------- | ------ | ------ | ---------- | ---------- | -------- | -------- | --------- | --------- |
| FC Seoul            | 2004                | 0        | 0        | 0      | 0      | 0          | 0          | —        | —        | 0         | 0         |
| FC Seoul            | 2005                | 0        | 0        | 0      | 0      | 0          | 0          | —        | —        | 0         | 0         |
| FC Seoul            | 2006                | 2        | 0        | 0      | 0      | 2          | 0          | —        | —        | 4         | 0         |
| FC Seoul            | 2007                | 15       | 3        | 2      | 0      | 8          | 0          | —        | —        | 25        | 3         |
| FC Seoul            | 2008                | 22       | 5        | 1      | 0      | 3          | 1          | —        | —        | 26        | 6         |
| FC Seoul            | 2009                | 15       | 3        | 2      | 0      | 1          | 0          | 5        | 0        | 23        | 3         |
| FC Seoul            | Tổng cộng           | 54       | 11       | 5      | 0      | 14         | 1          | 5        | 0        | 78        | 12        |
| Bolton Wanderers    | 2009–10             | 34       | 4        | 4      | 1      | 2          | 0          | —        | —        | 40        | 5         |
| Bolton Wanderers    | 2010–11             | 31       | 3        | 4      | 1      | 1          | 0          | —        | —        | 36        | 4         |
| Bolton Wanderers    | 2011–12             | 2        | 0        | 0      | 0      | 0          | 0          | —        | —        | 2         | 0         |
| Bolton Wanderers    | 2012–13             | 41       | 4        | 3      | 1      | 0          | 0          | —        | —        | 44        | 5         |
| Bolton Wanderers    | 2013–14             | 45       | 3        | 2      | 0      | 0          | 0          | —        | —        | 47        | 3         |
| Bolton Wanderers    | 2014–15             | 23       | 3        | 0      | 0      | 3          | 0          | —        | —        | 26        | 3         |
| Bolton Wanderers    | Tổng cộng           | 176      | 17       | 13     | 3      | 6          | 0          | —        | —        | 195       | 20        |
| Crystal Palace      | 2014–15             | 3        | 0        | 0      | 0      | 0          | 0          | —        | —        | 3         | 0         |
| Crystal Palace      | 2015–16             | 13       | 1        | 1      | 0      | 3          | 1          | —        | —        | 17        | 2         |
| Crystal Palace      | 2016–17             | 15       | 0        | 3      | 0      | 2          | 0          | —        | —        | 20        | 0         |
| Crystal Palace      | 2017–18             | 7        | 0        | 0      | 0      | 3          | 0          | —        | —        | 10        | 0         |
| Crystal Palace      | Tổng cộng           | 38       | 1        | 4      | 0      | 8          | 1          | —        | —        | 50        | 2         |
| VfL Bochum          | 2018–19             | 23       | 1        | 0      | 0      | —          | —          | —        | —        | 23        | 1         |
| VfL Bochum          | 2019–20             | 3        | 0        | 1      | 0      | —          | —          | —        | —        | 4         | 0         |
| VfL Bochum          | Tổng cộng           | 26       | 1        | 1      | 0      | —          | —          | —        | —        | 27        | 1         |
| Tổng cộng sự nghiệp | Tổng cộng sự nghiệp | 294      | 30       | 23     | 3      | 28         | 2          | 5        | 0        | 350       | 35        |

### Bàn thắng quốc tế
Bàn thắng và kết quả của Hàn Quốc được để trước.
| #  | Ngày                 | Địa điểm                | Đối thủ    | Bàn thắng | Kết quả | Giải đấu                 |
| -- | -------------------- | ----------------------- | ---------- | --------- | ------- | ------------------------ |
| 1. | 5 tháng 9 năm 2008   | Seoul, Hàn Quốc         | Jordan     | 1–0       | 1–0     | Giao hữu                 |
| 2. | 14 tháng 11 năm 2008 | Doha, Qatar             | Qatar      | 1–0       | 1–1     | Giao hữu                 |
| 3. | 16 tháng 5 năm 2010  | Seoul, Hàn Quốc         | Ecuador    | 2–0       | 2–0     | Giao hữu                 |
| 4. | 17 tháng 6 năm 2010  | Johannesburg, Nam Phi   | Argentina  | 1–2       | 1–4     | World Cup 2010           |
| 5. | 26 tháng 6 năm 2010  | Port Elizabeth, Nam Phi | Uruguay    | 1–1       | 1–2     | World Cup 2010           |
| 6. | 15 tháng 11 năm 2013 | Seoul, Hàn Quốc         | Thụy Sĩ    | 2–1       | 2–1     | Giao hữu                 |
| 7. | 3 tháng 9 năm 2015   | Hwaseong, Hàn Quốc      | Lào        | 1–0       | 8–0     | Vòng loại World Cup 2018 |
| 8. | 1 tháng 9 năm 2016   | Seoul, Hàn Quốc         | Trung Quốc | 2–0       | 3–2     | Vòng loại World Cup 2018 |
| 9. | 22 tháng 3 năm 2019  | Ulsan, Hàn Quốc         | Bolivia    | 1–0       | 1–0     | Giao hữu                 |